# Beatrice Masilingi
Beatrice Muwaye Masilingi (* 10. April 2003 in Katima Mulilo) ist eine namibische Sprinterin. Sie trat für den Hochland Sport Club in der Hauptstadt Windhoek an und startet mittlerweile für den Quinton-Steele Botes Athletics Club.

## Sportliche Laufbahn
Masilingi hatte erste internationale Erfolge bei der Leichtathletikmeisterschaft des Südlichen Afrika 2019 auf Mauritius. Sie gewann dort Gold über die 200 und 400 Meter. Weitere Erfahrung bei internationalen Meisterschaften sammelte Beatrice Masilingi 2019 bei den Afrikaspielen in Rabat, bei denen sie im 400-Meter-Lauf in 52,56 s den siebten Platz belegte, während sie mit der namibischen 4-mal-100-Meter-Staffel in 45,55 s Rang vier belegte. Am 3. Oktober 2020 lief sie in der kenianischen Hauptstadt Nairobi über die 400 Meter in 50,99 s neuen namibischen Rekord und stellte zugleich einen neuen U18-Afrikarekord auf.
Im Dezember verbesserte sie sich über 200 und 400 Meter auf 22,94 s bzw. 50,42 s und stellte damit neue Landes- und U18-Afrikarekorde auf. Einen erneuten Landesrekord stellte die Ende März 2021 beim Athletix Invitational Meet in Johannesburg mit 22,59 Sekunden über die 200 Meter auf, der aber aufgrund der Rückenwind-Komponente nicht von der IAAF anerkannt ist. Ende Juni 2021 gelang ihr in 22,67 Sekunden ein neuer namibischer Rekord und wurde dann beim Bauhaus-Galan in 22,65 s Dritte. Zudem siegte sie im Juni in 49,88 s beim Janusz Kusociński Memorial über 400. Aufgrund zu hoher Testosteronwerte wurden Masilingi und ihrer Landsfrau Christine Mboma Starts zwischen 400-Meter und der Meile untersagt und Masilingi konnte als aussichtsreiche Medaillenkandidatin über 400 m nicht über diese Distanz an den Olympischen Spielen in Tokio teilnehmen. Sie ging dort aber über 200 m an den Start und steigerte sich dort in den Vorläufen und im Halbfinale weiter und erreichte mit einer Zeit von 22,40 s das Finale, in dem sie in neuer persönlicher Rekordzeit von 22,28 s den sechsten Platz belegte. Zwei Wochen später startete sie über 100 m bei den U20-Weltmeisterschaften in Nairobi und gewann dort in 11,39 s die Silbermedaille hinter der Jamaikanerin Tina Clayton. Im Vorlauf stellte sie zudem mit 11,20 s einen namibischen Landes- und U20-Rekord auf. Sie startete auch über 200 m und steigerte sich dort von Lauf zu Lauf und gewann im Finale mit neuer Bestleistung von 22,18 s die Silbermedaille hinter ihrer Landsfrau Christine Mboma. Zudem gewann sie mit der namibischen 4-mal-100-Meter-Staffel in neuer Landesrekordszeit von 43,76 s ebenfalls die Silbermedaille hinter dem jamaikanischen Team. 2022 wurde Masilingi als einzige namibische Teilnehmerin für die Weltmeisterschaften in Eugene gemeldet und erreichte dort das Halbfinale über 200 Meter, in dem sie mit 24,78 s ausschied.
2020 wurde Masilingi namibische Meisterin im 100-, 200- und 400-Meter-Lauf und 2021 siegte sie über 200 m sowie in der 4-mal-100-Meter-Staffel.
Aufgrund neuer Richtlinien des Weltverbandes World Athletics aus März 2023 musste sich Masilingi, ebenso wie ihre Teamkollegin Christine Mboma, einer Hormontherapie zur Senkung des Testosteronspiegels unterziehen, um weiter an internationalen Wettkämpfen teilnehmen zu können. Sie fiel deshalb unter anderem für die Leichtathletik-Weltmeisterschaften 2023 aus.

## Persönliche Bestzeiten
- 100 Meter: 11,20 s (+1,0 m/s), 18. August 2021 in Nairobi
- 200 Meter: 22,18 s (+1,1 m/s), 21. August 2021 in Nairobi
- 300 Meter: 34,60 s, 18. Februar 2023 in Pretoria (namibischer Rekord; Afrikarekord)
- 400 Meter: 49,53 s, 11. April 2021 in Lusaka
- 4 × 100 Meter: 43,76 s, 22. August 2021 in Nairobi (namibischer Rekord)
- 60 Meter (Halle): 7,44 s, 1. Februar 2025 in Gent (namibischer Rekord)

## Ehrungen
Am 30. September 2021 wurde eine Straße in Katima Mulilo nach Masilingi benannt.